# الینس‌تون (نیوهمپشایر)
الینس‌تون، نیوهمپشایر (به انگلیسی: Allenstown, New Hampshire) یک شهرک در ایالات متحده آمریکا است که در شهرستان مریمک، نیوهمپشایر واقع شده‌است.

## خصوصیات
الینس‌تون ۵۲٫۹ کیلومترمربع مساحت و ۴٬۳۲۲ نفر جمعیت دارد و ۱۰۴ متر بالاتر از سطح دریا واقع شده‌است.